# Limnophyes immucronatus
Limnophyes immucronatus är en tvåvingeart som beskrevs av Ole Anton Saether 1969. Limnophyes immucronatus ingår i släktet Limnophyes och familjen fjädermyggor. Inga underarter finns listade i Catalogue of Life.